# Gustave Héquet
 Charles-Joseph-Gustave Héquet , né à Bordeaux (Gironde) le 22 août 1803 et mort à Paris  le 26 octobre 1865, est un littérateur, compositeur et journaliste français.

## Biographie
Gustave Héquet fait ses études à Troyes, où réside une partie de sa famille. Il est reçu avocat mais renonce au barreau pour se consacrer exclusivement à la musique et à la littérature. Il s'interesse en parallèle au théâtre mais s'en détourne rapidement. Il avait pourtant écrit, en collaboration avec Ancelot, un vaudeville, Madame du Châtelet, qui eut beaucoup de succès.
Il collabore  au Courrier français, dans L'écho des feuilletons, comme nouvelliste (1830), au National comme feuilletoniste musical et chroniqueur politique, à L'illustration, à la Gazette musicale et à La mélodie comme critique musical, à L'Avenir national et à la Presse comme chroniqueur politique et littéraire.
Il meurt d'une maladie du cœur dix-huit mois après son épouse, Laurence-Augustine Jubé, professeure de chant et peintre, élève de Jean-Auguste-Dominique Ingres.

### Ce que l'on disait de lui
« Mais ce qui est plus étrange encore, c'est la position artistique de Mr Gustave Héquet. Est-il auteur ? Est-il compositeur ? Le 5 mai 1832, il donnait au Vaudeville, avec M. Ancelot, Madame du Châtelet, alors il était Vaudevilliste, le 16 février 1835, il donnait , à Versailles, la partition du Génie de la Clyde, opéra comique de M. Carmouche. Il était alors compositeur. Le 6 février 1839, il donnait au théâtre de la renaissance, avec Desvergers, Le roi Margot, dont la musique était de M. Thys, il était alors librettiste. Enfin, il semble depuis être redevenu compositeur, car, le 29 novembre 1847, il faisait exécuter la partition du Braconnier, paroles de MM. de Leuven et Vanderburch ; le 24 juin 1856, celle de Marinette et Gros-René, opérette bouffe, parole de M. Édouard Duprez, et au théâtre de Bade, celle de De par le roi, en 1864, mais jamais il n'a fait de paroles sur sa musique, ou de musique sur ses paroles »

## Œuvres

### Théâtre
- Madame Du Châtelet, ou point de lendemain, comédie en 1 acte / par Ancelot et Gustave Héquet, : Théâtre du Vaudeville, Paris, 05 mai 1832 [lire en ligne]

### Écrits
- Troisième Festival du Nord, Dans  Revue et Gazette musicale de Paris, Paris, [1851]
- Rapport au Comité central d'instruction primaire, au nom de la Commission spéciale de surveillance de l'enseignement du chant. (Rapporteur : M. G. Héquet.) [9 avril 1850.] [Rapport sur la notation musicale en chiffres fait à l'Académie des sciences, belles-lettres et arts de Rouen, par M. Martin de Villers,... séance du 26 avril 1850.], Paris : impr. de Schneider, (s. d.)
- Madame de Maintenon, par Gustave Héquet, Paris : L. Hachette, 1853
- Collection des guides-Joanne. - De Paris à Mulhouse et à Bâle, itinéraire historique et descriptif, Paris, L. Hachette et Cie, (1860)
- A. Boïeldieu, sa vie et ses œuvres, Paris : Heughel, 1864,  116 p. : 5 p. d'autogr., 1 portr. front. ; In-4
- Jean Pacaud feuilleton par Auguste Héquet, dans Le livre des feuilletons
- Un chat par Auguste Héquet, dans Le livre des feuilletons
- Les pincettes et le soufflet, par Auguste Héquet dans L'écho des feuilletons

### Comme librettiste
- Le roi Margot, musique de : Alphonse Thys, Livret : Desvergers,Gustave Héquet, Théâtre de la renaissance, 6 février 1839

### Comme compositeur
- La Fraternité impossible !, Romance paroles de M. Joseph Agour, mise en musique  par C.-G. Héquet , Paris : Gaveaux aîné, [s.d.]
- Gianetta ! Barcarolle à 2 voix, paroles de M. Casimir Delavigne, composée  par G. Héquet,  Paris : l'auteur, [s.d.]
- Ballade de "Marie Tudo ; paroles de Victor Hugo, mise en musique par Gustave Héquet, Paris : l'auteur, [s.d.]
- La Sourde ! Chansonnette, paroles de Mr Arago, musique de G. Héquet,   Paris : S. Richault, [1842]
- L'Enfer et le ciel ! Mélodie, paroles de M. Eugène de Lonlay, musique de Gustave Héquet, Paris : E. Troupenas , [1843]
- Le braconnier opéra-comique en 1 acte / par MM. de Leuven et Vanderburch ; musique de M. Gustave Héquet,  Paris : Magasin central de pièces de théâtre, [1847]
- Marinette et Gros-René, opérette bouffe en 1 acte. Paroles de Mr Edouard Duprez, musique de Gust. Héquet. Partition piano et chant, Paris, Bouffes Parisiens 24 juin 1856
- Sans la nommer !  Poésie d' Alfred de Musset, musique de Gustave Héquet,  Londres : Davison, [1858]
- Les trois Chansons ! Poésie de Victor Hugo, musique de G. Héquet,  Paris : Heugel, [1861]